# Andragathius
Andragathius (n.  ? – d. 388 d.Hr., Marea Adriatică) a fost un general și magister equitum al uzurpatorului imperial roman Magnus Maximus (383-388).

## Biografie
Potrivit istoricului grec Zosimos, Andragathius era originar din regiunea Pontului Euxin. A fost general în timpul domniei împăratul roman apusean Grațian (367-383). În anul 383 generalul Magnus Maximus a fost proclamat împărat de trupele sale care se aflau în Britania și a traversat, împreună cu o mare parte a trupelor sale, Canalul Mânecii, pentru a-și urma ambițiile imperiale. Trupele împăratului Grațian, staționate în Luteția (azi Paris), au dezertat și s-au alăturat lui Maximus. Părăsit de propria armată, Grațian a fugit către Lugdunum (azi Lyon). Maximus l-a trimis pe Andragathius în urmărirea lui Grațian, care a fost capturat și ucis undeva între Lyon și Grenoble la 25 august 383. Înainte de a-l ucide pe Grațian, Andragathius s-a ascuns într-o litieră care semăna mult cu o canapea. Litiera era transportată de catâri. El le-a ordonat gărzilor să răspândească vestea că soția lui Grațian s-a întors din Britania și se afla în litieră și așa a putut să se apropie de împărat și să-l ucidă.
În timpul războiului dintre uzurpatorul apusean Maximus și împăratul răsăritean Teodosiu din anul 388, Andragathius a comandat flota lui Maximus care avea misiunea să împiedice întoarcerea în Italia a împăratului apusean Valentinian și debarcarea împăratului răsăritean Teodosiu în sudul Italiei. Maximus l-a trimis să intercepteze nava care o transporta pe împărăteasa Justina (mama împăratului Valentinian), împreună cu copiii ei, prin Marea Ionică pentru a cere protecția împăratului apusean Teodosiu. Generalul aflat în serviciul uzurpatorului nu a reușit să găsească nava imperială, deși a navigat cu mai multe nave rapide în toate direcțiile. Împărăteasa Justina și însoțitorii ei au reușit să ajungă la Salonic, iar Andragathius și-a concentrat navele pe coastele adiacente Mării Ionice în așteptarea unui atac al împăratului Teodosiu.
Aflând că Maximus a fost învins și executat în august 388, Andragathius s-a sinucis, aruncându-se în mare. „Dux” susține că poziția lui Andragathius în timpul domniei lui Maximus era similară cu cea a lui Arbogast în serviciul uzurpatorului răsăritean Eugenius.